# Kanton Montpellier-7
Kanton Montpellier-7 (francouzsky Canton de Montpellier-7) je francouzský kanton v departementu Hérault v regionu Languedoc-Roussillon. Tvoří ho pouze část města Montpellier a jeho městské čtvrti Hauts-d'Argency, Lepic, Figuerolles, Les Arceaux, Cité Astruc, Saint-Clément, Les Cévennes, Alco, Le Petit Bard a La Pergola.